# Bezirk Radmannsdorf

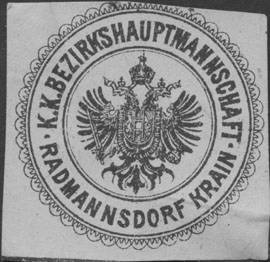
Siegelmarke C.K. Okrajno glavarstvo Radovljica / Bezirkshauptmannschaft Radmannsdorf

Der Bezirk Radmannsdorf (slowenisch Okraj Radovljica) war ein Politischer Bezirk im Herzogtum Krain. Der Bezirk umfasste Teile von Oberkrain. Sitz der Bezirkshauptmannschaft (slowenisch Okrajno glavarstvo Radovljica) war die Gemeinde Radmannsdorf (Radovljica). Das Gebiet wurde nach dem Ersten Weltkrieg Jugoslawien zugeschlagen und ist seit 1991 Teil der Republik Slowenien.

## Geschichte
| Jahr | Fläche (km²) | Ein- wohner | Slowenisch- sprachige | Deutsch- sprachige |
| ---- | ------------ | ----------- | --------------------- | ------------------ |
| 1880 |              | 26.180      | 25.020                | 998                |
| 1890 |              | 26.497      | 25.253                | 1028               |
| 1900 | 1074,75      | 29.448      | 27.996                | 1135               |
| 1910 | 1074,81      | 34.028      | 31.917                | 1690               |

Die modernen politischen Bezirke der Habsburgermonarchie wurden um das Jahr 1868 im Zuge der Trennung der politischen von der judikativen Verwaltung geschaffen.
Der Bezirk Radmannsdorf wurde dabei per 10. März 1867 aus den Gerichtsbezirken Radmannsdorf (slowenisch: Sodnijski okraj Radovljica) und Kronau (Kranjska Gora) gebildet.
Im Bezirk Radmannsdorf lebten 1869 26.795 Personen, wobei der Bezirk 4.175 Häuser beherbergte.
Der Bezirk wies 1880 eine anwesende Bevölkerung von 26.180 Personen auf, wobei 25.020 Menschen Slowenisch und 998 Menschen Deutsch als Umgangssprache angaben.
1910 wurden für den Bezirk 34.028 Personen ausgewiesen, von denen 31.917 Slowenisch (93,8 %) und 1.690 Deutsch (5,0 %) sprachen.
Durch die Grenzbestimmungen des am 10. September 1919 abgeschlossenen Vertrages von Saint-Germain wurde der Bezirk Radmannsdorf zur Gänze dem Königreich Jugoslawien zugeschlagen.